# Château de Clavières (Ayrens)
Pour les articles homonymes, voir Clavières (homonymie).
Le château de Clavières est situé sur la commune d'Ayrens, dans le département du Cantal et la région administrative Auvergne-Rhône-Alpes.

## Description
Le bâtiment est situé dans un magnifique parc agrémenté d'un étang, d'un ruisseau et de plantations, on y entre par un portail monumental. Les ruines du château sont entourées de plusieurs pavillons et de communs. L'ensemble est malheureusement à l'état d'abandon.

## Historique
Un incendie a ravagé cette résidence le 25 mai 1936, n'en laissant presque que des ruines. Une vente plus récente a privé Ayrens des derniers vestiges de ce château de style troubadour. La vente malheureuse des deux pavillons d'entrée empêche maintenant l'accès au magnifique parc aujourd'hui laissé à l'abandon.
Aujourd'hui les restes du château ont été totalement détruits.
Avant la création de cette composition néo-médiévale, il y avait un château-fort du XIIIe siècle qui fut détruit au XVIe siècle.

## Liste des propriétaires
La chronologie partielle des propriétaires successifs relevée sur 4 vitraux qui ornaient deux portes d'entrée sur la façade sud du château de Clavières (ce détail est visible sur une carte postale du début du XXe siècle) :
- 1544 de Guirbault-Clavières 157c
- 1574 de Giscard - Thériac 1647
- 1647 de Montarnal de Pagas 1656
- 1656 de Cardaillac-Saint Cernin 1680
- 1680 de Braschet de Peyrusse 1712
- 1712 de Salvert-Montrognon 1763
- 1763 Capelle de Clavières 1808
- 1808 de Sales du Doux 1858

Il a dû y avoir une erreur lors de la fabrication des vitraux puisque le 17/03/1647 Antoine de Mouret, baron de Montarnal et Pagas échange la seigneurie de Clavières, qu'il vient d'acquérir, avec Antoine de Seguy, seigneur d'Anglars. Le propriétaire à partir de cette date est donc Antoine de Seguy.

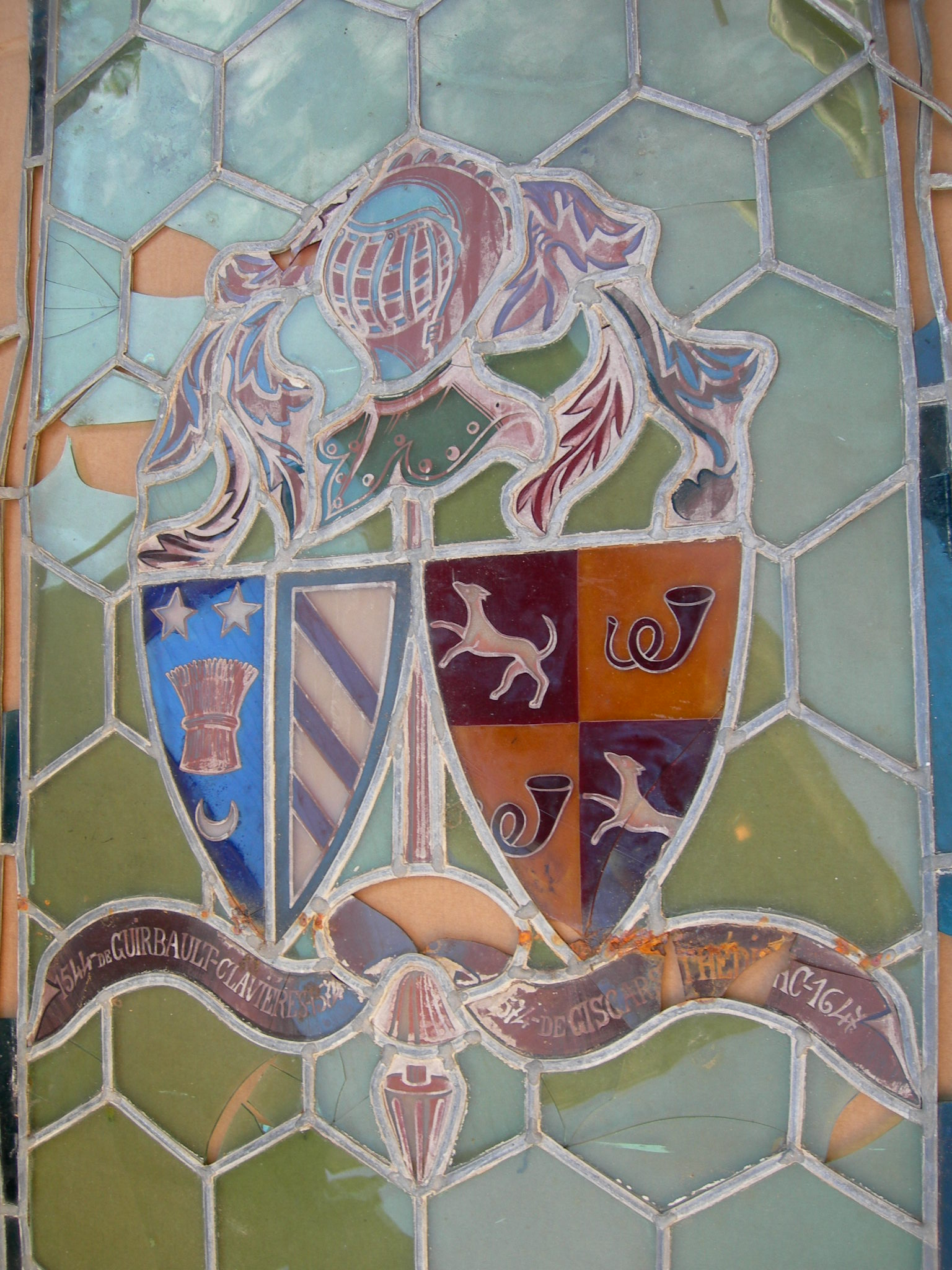
Vitraux 007 Clavières-Ayrens.

## Vente de la propriété en 1647
Le 11 mars 1647, Antoine de Mouret, baron de Pagas, Montarnal, Vieillevie et autres places achète la « place seigneurie et domaine de Clavières à Jean de Giscart, baron de Mierac, Cavanhac, Clavières et autres places. Le château de Clavières est composé de « six voûtes, deux salles et [?] chambres, couvert de tuiles d’ardouèzes (= couvert d’ardoises), de deux granges et étables couvertes de paille […] ». La vente se fait pour la somme de 16100 livres tournois. 
Le 17 mars 1647, le baron de Pagas échange la seigneurie de Clavières qu’il vient d’acheter contre la seigneurie d’Anglares (ou Anglars) appartenant à Antoine de Seguy (seigneur d’Anglarès). Cette seigneurie d’Anglars est située à Flagnac (Aveyron) et comporte un château « au fond duquel est une voûte et dessus trois salles, une tour de vil (tour de guet ?) et au côté il y a trois chambres sans comprendre le galetas, couvert de tuiles de brique a crochet ; dans ledit château et chambres n’y ayant que trois cheminées et seulement dans le grand corps de logis, sans aucun pavé, vitre ni soliveau ni blanchissure de muraille ; au devant duquel château il y a une grange et tineyral et pressoir joignant ensemble […] »

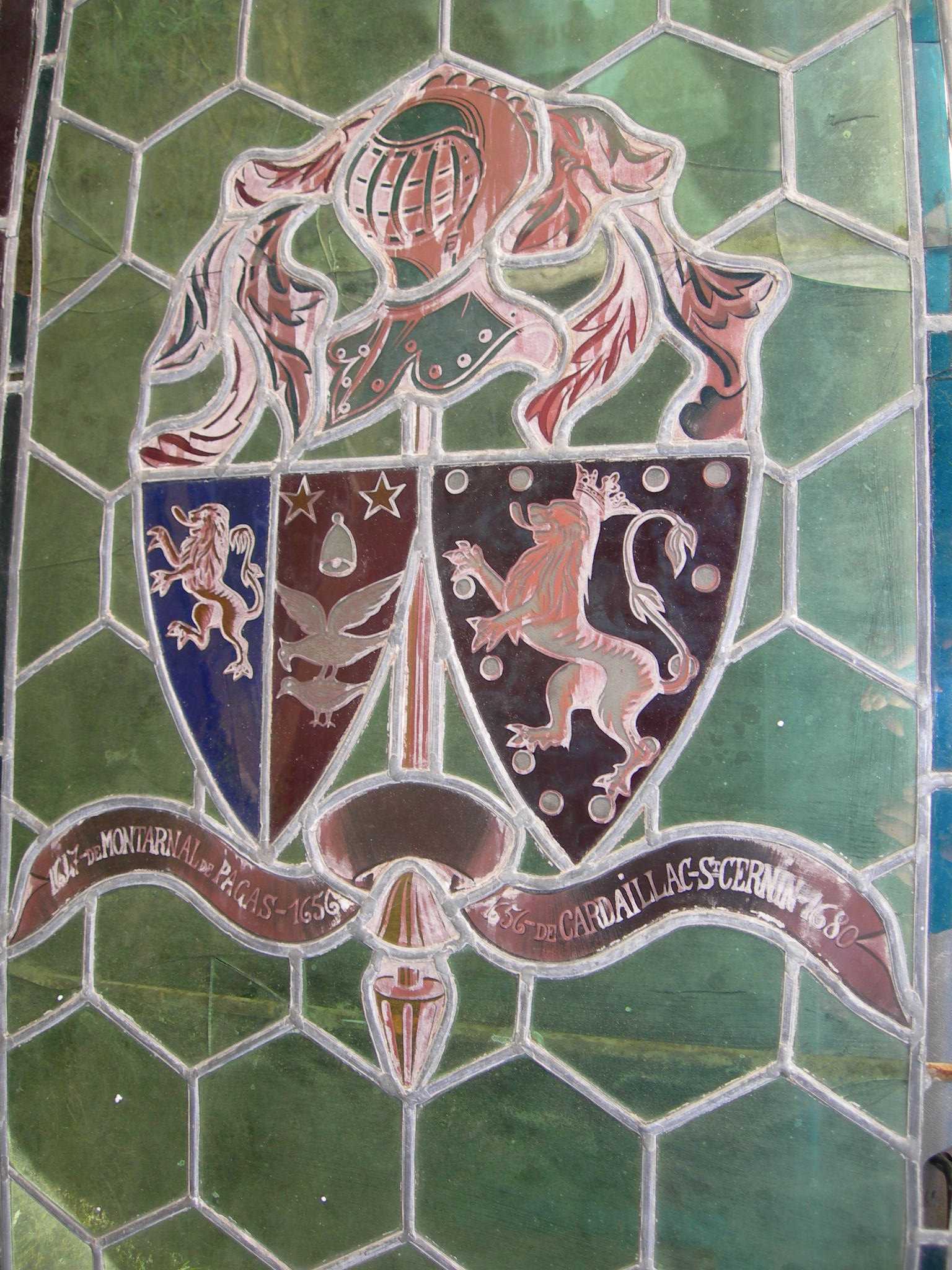
Vitrail provenant du château de Clavières-Ayrens (Cantal).

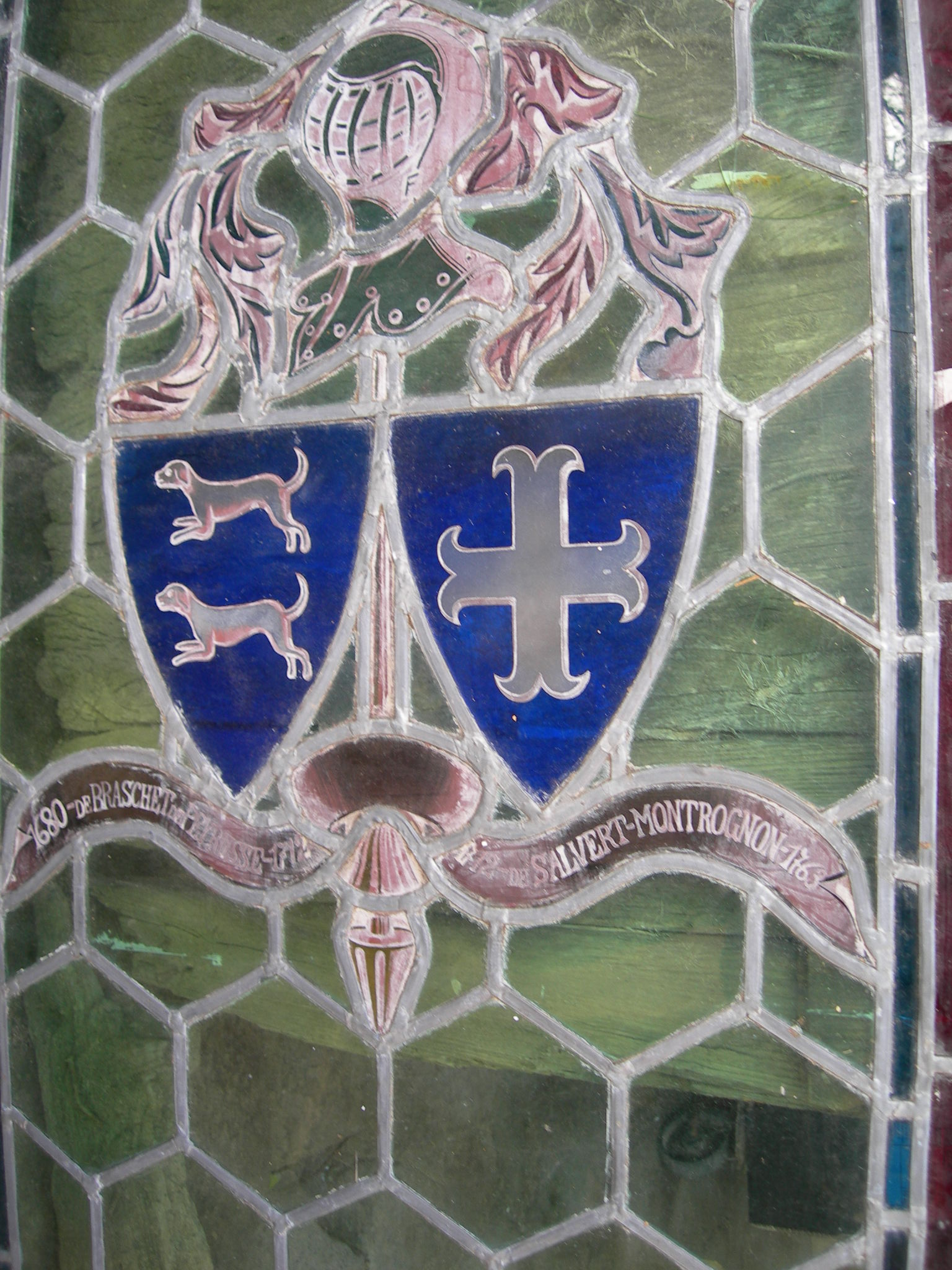
Vitrail provenant du château de Clavières-Ayrens (Cantal).

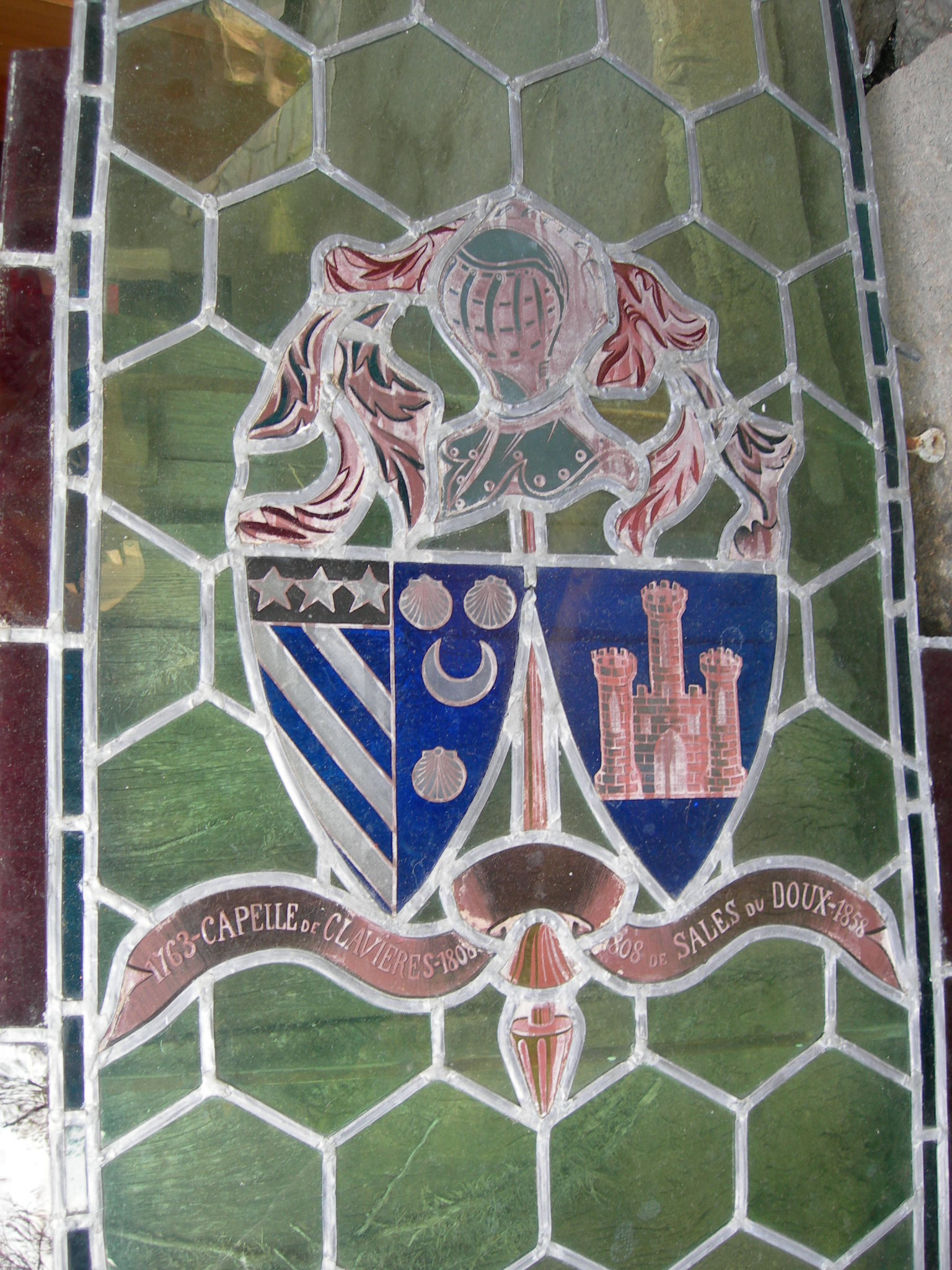
Vitrail provenant du château de Clavières-Ayrens (Cantal).

### Famille d'Albars
Ce fief appartenait en 1284 à Rigaud d'Albars, chevalier, et à son fils Pierre, qui en rendent hommage. Plusieurs générations se succèdent jusqu'à :
- Antoinette d'Albars de Clavières l'apporte en dot à Antoine de Guirbault. Leur fille,
- Gilberte de Guirbaud, l'apporte en 1565 en dote à Gilbert Giscard qui en fait un repaire calviniste qui sera repris, confisqué, puis démantelé par M. de Canillac en 1579.

### Famille de Cardaillac
Le domaine est ensuite possédé par 
- Après 1579 François de Cardaillac, seigneur de Saint-Cernin, fils de François, seigneur de Lacapelle-Marival et de Madeleine de Bourbon-Malause, puis à son fils
- Louis de Cardaillac, lieutenant-colonel, coseigneur de Saint-Cernin, qui vivait au château de Clavières avec sa mère Marguerite de Montal, en 1666. On ne lui connaît pas d'alliance, et c'est sa sœur :
- Claudie de Cardaillac, dame de La Sepouse, épouse François Brachet, dont elle a une fille : Isabeau.

### Famille de Montrognon de Salvert
- Isabeau Brachet de Peyrusse, dame de Clavière au moment de son mariage en 1699 avec Louis de Montrognon de Salvert, qui fait mettre en culture le domaine de Clavières. Ils ont deux fils, dont :
- François-Gilbert de Montrognon, épouse en 1729 Henriette du Fayet de La Tour, puis en 1732 Philiberte Gautier, dame de Vaurs à Arpajon qui lui donne deux enfants :
  - Jeanne-Marie de Montrognon
  - François-Marie-Henri de Montrognon (1736-1800),

### Famille Capelle
On trouve ensuite que Clavières est possédé par Jean-François Capelle, conseiller au Présidial d'Aurillac, qui a dû l'acheter, puis par son fils 
- Antoine François Capelle de Clavières, officier de cavalerie, qui en était seigneur, et dont les récoltes furent entièrement détruites par un violent orage de grêle, de telle sorte qu'il se pend dans la grande salle du château le 30 juin 1727, ne laissant qu'un fils encore enfant.

sa sœur lui succède :
- Jeanne de Capelle de Clavières, et l'apporte en dot à
- Étienne de Salle du Doux qui restaure le château en 1760.

Leur fille, Gabrielle de Salle du Doux, l'apporte en 1815 à 
- Charles de Pollalion de Glavenas. Leur fille,
- Marie-Françoise de Pollalion, épouse en 1850
- Louis-Désiré de La Salle de Rochemaure

## Postérité
Il subsiste cependant l'œuvre littéraire de l'un de ses plus fameux occupants : le duc de La Salle de Rochemaure,,, écrivain occitan.

## Pour approfondir